# Luis Nardín Rivas
Luis Nardín Rivas (19 de diciembre de 1900 - 13 de julio de 1961) fue un político boliviano que se desempeñó como alcalde de La Paz dos veces; (1942-1943) y (1948-1950). Fue un destacado político durante las etapas finales de la República oligárquica de Bolivia y aliado de la vieja élite. Terminado su segundo mandato, se convertiría en Ministro de Economía Nacional (1950-1951), y trabajaría brevemente como diplomático en la delegación boliviana a Brasil en 1951. Luego de la Revolución Nacional Boliviana de 1952, se exilió a Perú donde pasó el resto de su vida.

## Primeros años y carrera política
Nació en La Paz el 19 de diciembre de 1900, hijo de Julio Nardín y María Manuela Rivas. Se educó en la Universidad de San Francisco Xavier en Sucre, donde hizo varias conexiones que luego lo ayudarían en su carrera política.
Su carrera política comenzó con su ingreso a la Cámara de Diputados en 1920. Este fue el mismo año en que el presidente José Gutiérrez Guerra fue derrocado por un golpe liderado por civiles que apoyó Nardín Rivas. Durante su tiempo en la Cámara de Diputados, en gran medida se puso del lado del gobierno saavedrista y se opuso a los gobiernos socialistas militares de Germán Busch y Gualberto Villarroel. Posteriormente, cuando la oligarquía volvió al poder durante el sexenio (1946-1952), fue un firme aliado y partidario del gobierno. El presidente Enrique Peñaranda nombraría a Nardín alcalde de La Paz en 1942.

## Importante figura política
Fue durante el "sexenio" que la carrera de Nardín fue impulsada seriamente a nuevas alturas. Habiendo dejado la Cámara de Diputados en 1942, se reincorporó una vez derrocado Villarroel y fue un firme defensor del desarrollo de la infraestructura de La Paz. Continuó un proyecto que inició en 1941, que requería la expansión y construcción de nuevos barrios en La Paz para enfrentar mejor el rápido crecimiento de la población de la ciudad.
Fue elegido para un segundo mandato en 1948 como alcalde de La Paz y continuaría sus esfuerzos por expandir La Paz y modernizar la ciudad. Sin embargo, el inestable gobierno de Enrique Hertzog provocaría el estallido de la llamada guerra civil en 1949, que dañó gran parte de la ciudad. Sería importante en los esfuerzos por reparar la ciudad.

## Ministro de Economía Nacional y caída
En 1950 perdería las elecciones a la alcaldía y volvería a incorporarse al gobierno. Un mes después, fue designado Ministro de Economía Nacional por el presidente Mamerto Urriolagoitía y ocupó el cargo hasta 1951. Sin embargo, con el país sumido en el caos y la rebelión bajo la dirección del Movimiento Nacionalista Revolucionario (MNR), renunció. En uno de los actos finales de Urriolagoitia como presidente, envió a Nardín a Brasil para servir en la delegación boliviana allí.
Hugo Ballivián, el sucesor elegido de Urriolagoitia, fue menos de un año después derrocado y Nardín fue llamado a Bolivia. En desacuerdo con el nuevo gobierno liderado por la MNR, se fue de Bolivia a Perú poco después de que este partido se hubiera apoderado del país. Pasaría el resto de sus días en Lima, donde murió ocho años después de la caída de la república oligárquica.

## Familia
Nardín estuvo casado con Mercedes Ergueta con quien tendría tres hijos: Julio, Marta y Marina.